# Estadio İsmetpaşa
El Estadio İsmetpaşa (en turco: İsmetpaşa Stadyumu) fue un estadio de fútbol ubicado en la ciudad de İzmit, Provincia de Kocaeli, Turquía. Fue inaugurado en 1972 (aunque renovado entre 2006 y 2008) y tenía una capacidad para 12 710 espectadores sentados, siendo el estadio en el que disputó sus partidos el club Kocaelispor de la Super Lig.
El estadio Izmit Ismetpaşa llevaba el nombre de uno de los fundadores de la Turquía moderna y el expresidente del país, İsmet İnönü. El estadio fue inaugurado menos de un año después de su muerte.
El estadio fue demolido en 2018 una vez inaugurado el nuevo Estadio de Kocaeli con capacidad para 33.000 asientos.

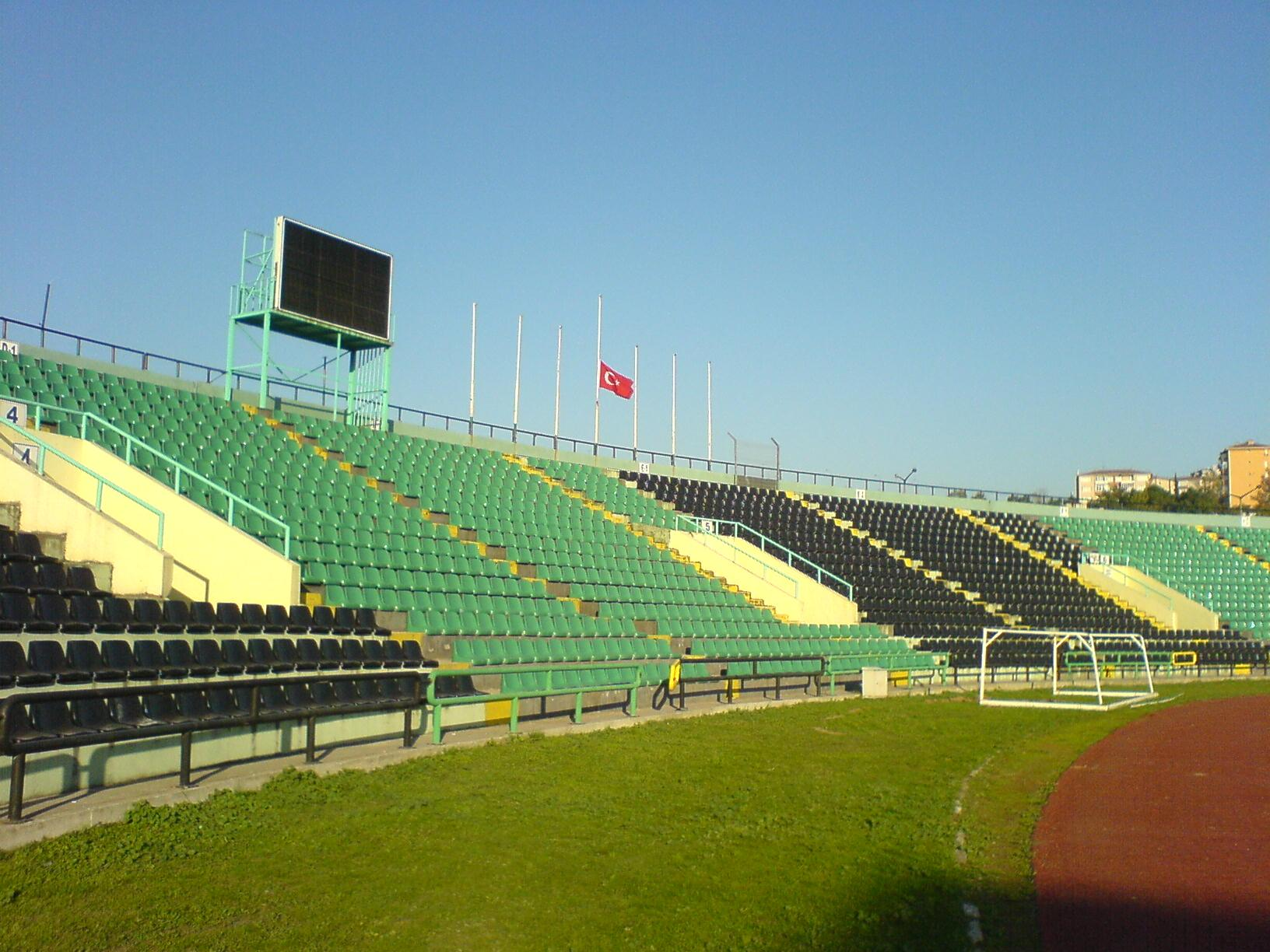
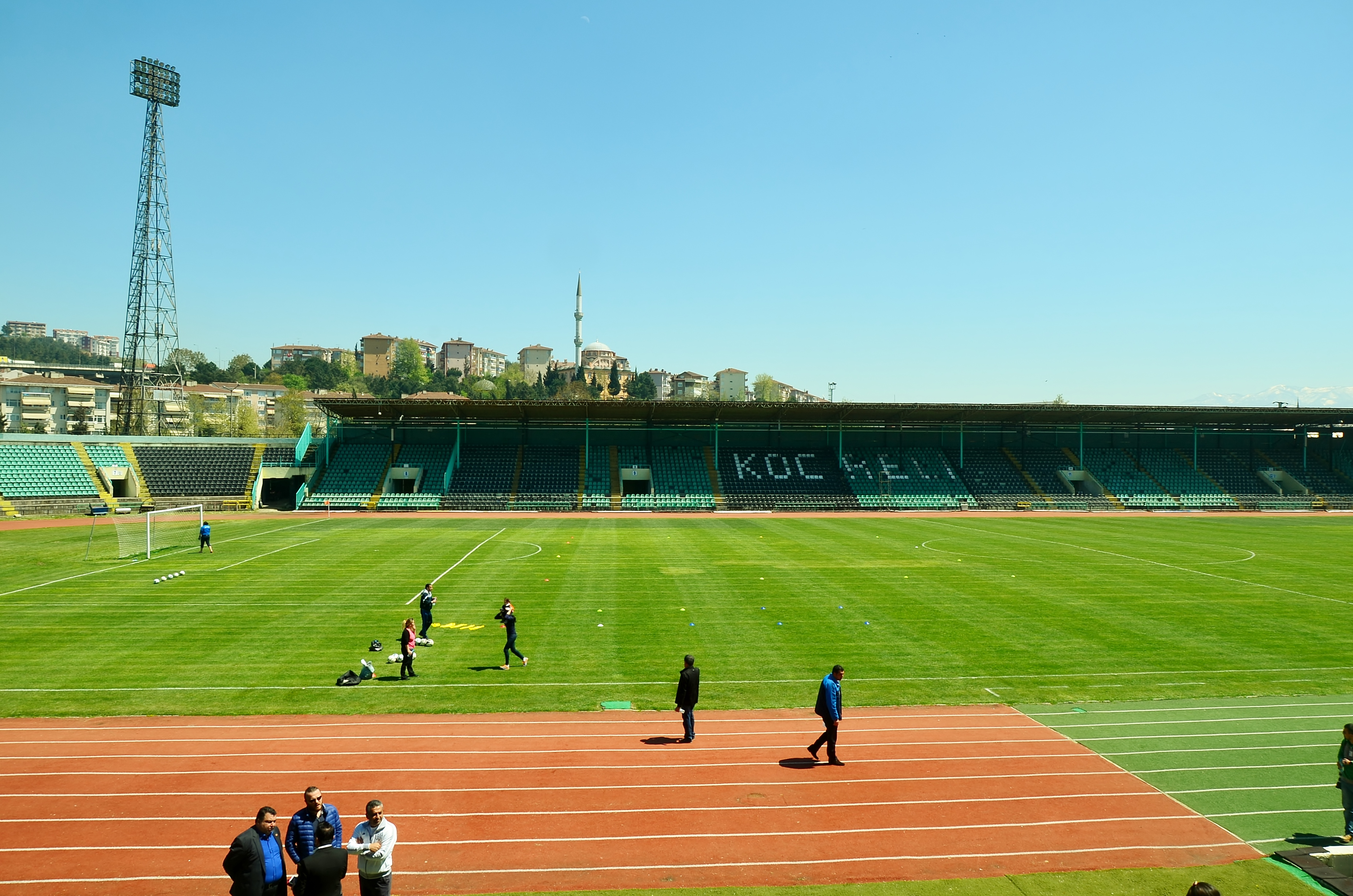